# Frédérick Steinmann

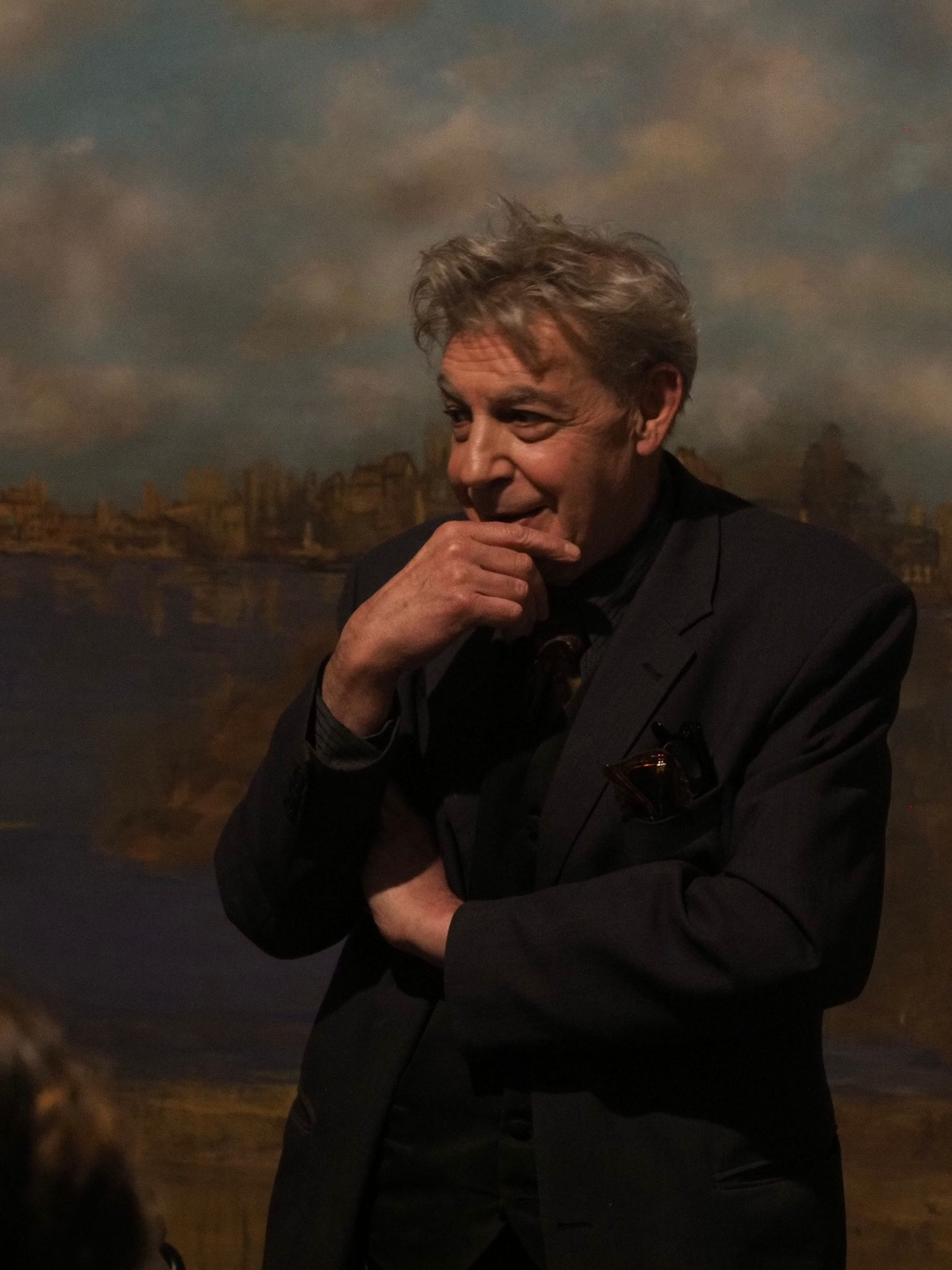
Frederick Steinmann im Atelier (2023)

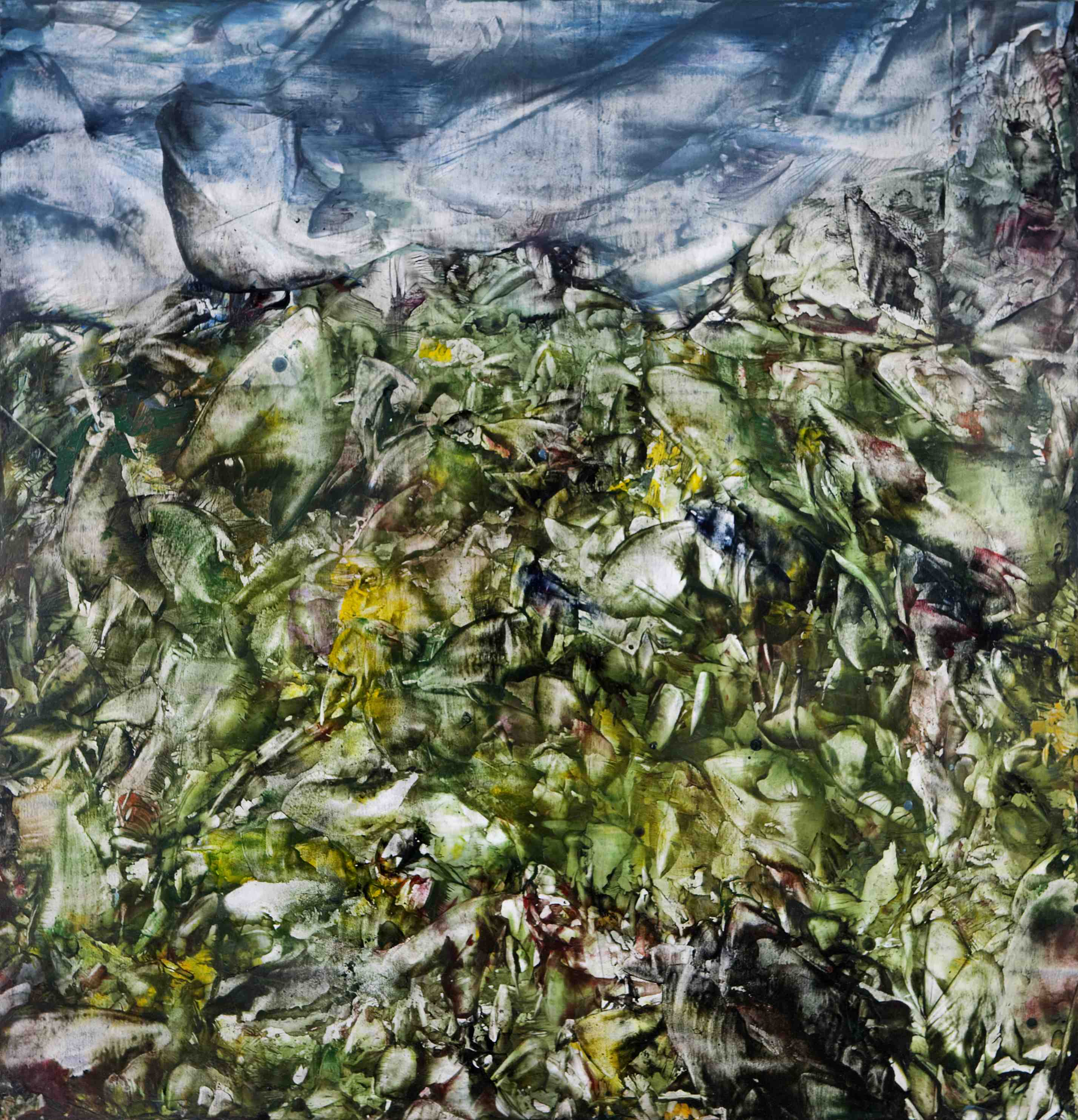
Enkaustik 2016

Frederick Steinmann (* 1953 in Fribourg, Schweiz) ist ein schweizerisch-österreichischer Bildhauer, Maler und Installationskünstler, der vor allem für seine facettenreichen Werke bekannt ist, die Humor und Philosophie miteinander verbinden. Seine Arbeiten umfassen Malerei, Zeichnungen, Objekte, Skulpturen und Installationen.

## Leben und Werke
Im Alter von siebzehn Jahren schrieb sich Frederick an der Kunstgewerbeschule in Vevey ein. 1972 verließ er die Schweiz, um in Rom an der Akademie der Schönen Künste Rom zu studieren. 1978 zog er nach Wien, das er für einen Studienaufenthalt in New York ein Jahr verließ. Von 1996 bis 2000 unterhielt Frederick Steinmann ein Atelier in Kairo, Ägypten. Seine Reisen führten immer wieder zurück nach Wien, wo er derzeit lebt und arbeitet.

### Auktionen, Symposien und Ausstellungen
Pennsylvania, Schweiz, Ägypten, Deutschland, Russland (Auswahl)
- 1985 Mendelson Gallery Pittsburgh (Einzelausstellung), Pennsylvania.[4]
- 1994 Artistes Fribourgeois, Fri -Art, Centre d'Art Contemporain, Freiburg, Schweiz
- 1999 Cairo – Berlin Gallery, Kairo (Einzelausstellung)
- 2003 Halle an der Saale, Deutschland „Begegnung“  Kunstverein Talstrasse e.V.[5]
- 2003 Biennale Internationale Dialoge für zeitgenössische Kunst Sankt Petersburg, Russland.[6][7]

Österreich
- 1982 Secession, Wien (Gruppenausstellung)
- 1984 Französisches Kulturinstitut, Wien. Bilder ohne Ton[8]
- 1986 Galerie Amer Abbas, Wien (Einzelausstellung)
- 1992 Galerie Hold, Wien (Einzelausstellung)
- 2000 Haus Wittgenstein, Wien. Gruppenausstellung schweizer Art aus Wien I. Teil, Initiative von Botschafter Claudio Caratsch[9]
- 2001 Zürich Kosmos Atrium, Schwarzenbergplatz Wien. Ausstellung II. Teil.[10]

- 2005 Galerie Simon Arts u. Crafts, Text: Ernst Molden.Palais Esterházy in der Wallnerstraße[11]
- 2005 Europa-Symposium Kaisersteinbruch im Burgenland, die Länderplatten der Schweiz; Frankreich Robert Rocca und Bosnien−Herzegowina, Florijan Mickovic erweiterten die Europa-Wand Kaisersteinbruch[12] Ehrengast der Präsentation war der italienisch-österreichische Bildhauer Wander Bertoni.

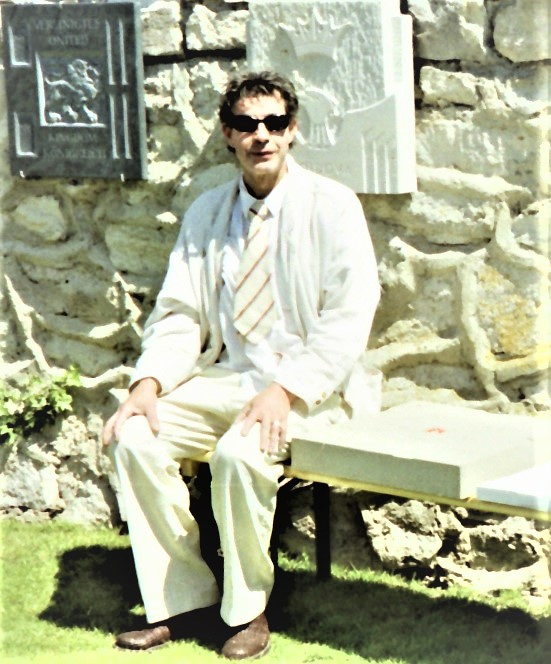
Frederick Steinmann vor der Europa-Wand Kaisersteinbruch
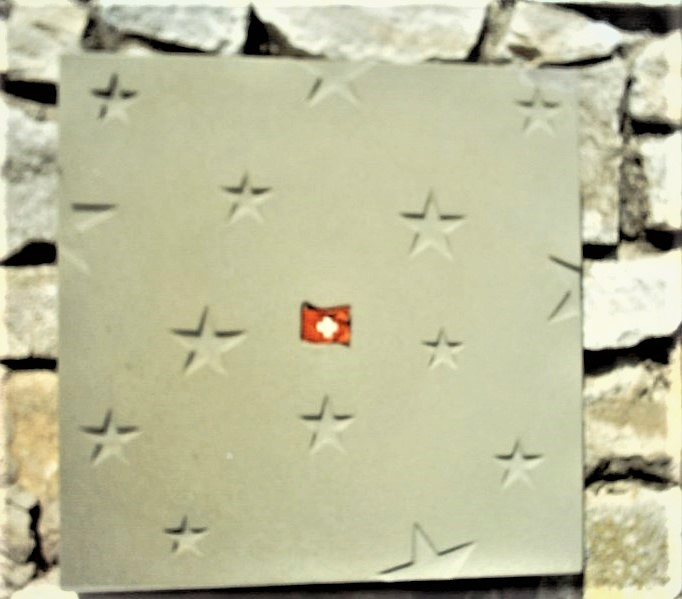
Länderplatte Schweiz 2005

- 2008 Palais Kollonitsch, Graz (Einzelausstellung)
- 2010 Exposition Jennersdorf[13]
- 2014 Feldbach, Schlichtbarock im Kieslingerhaus. Kleine Zeitung, Ausstellung der neuesten Werke.[14]
- 2015 Galerie-halle Linz[15], gemeinsam mit Katrin Wölger[16]
- 2015 Galerie Frewein-Kazakbaev Wien[17]
- 2015 artwalk18 – Vernetzte Kunst Währing[18]
- 2016 Galerie Frewein-Kazakbaev „PS“[19]
- 2017 Kunst-Auktion 05 für Delta Cultura Cabo Verde. Dorotheum, im Looshaus.[20]
- 2017 DÖW, Altes Rathaus. Fahnenversuch.[21]
- 2019 Galerie Konzett „Wir treten zurück“. Gruppenausstellung (Matias Bechtold, Frederick Steinmann, Peter Pilz, Freddie Jelinek)[22]

- 2021 SPARK Art Fair Vienna, Solopräsentation, courtesy: Galerie Konzett[23]
- 2022 Palais Dorotheum, Auktion: Künstler für notleidende Kinder[24]

Kunstverein am Donnerstag (Auswahl)
- 2007 Julia Spicker, Frederick Steinmann im Atelier, Bildband[26]
- 2009 Plastik, Katalog von Objekten aus Kunststoff[27]